# Justin Freeman
Pour les articles homonymes, voir Freeman.
Justin Michael Freeman (né le 22 octobre 1986 à Macon, Géorgie, États-Unis) est un lanceur de relève droitier des Ligues majeures de baseball. Il a joué en 2013 pour les Reds de Cincinnati.

## Carrière
Joueur de baseball à l'Université d'État de Kennesaw, Justin Freeman est drafté au 32e tour de sélection par les Reds de Cincinnati en 2008. Il est promu au niveau Triple-A à sa 6e année en ligues mineures au printemps 2013. Rappelé le 15 avril par Cincinnati, il fait ses débuts dans le baseball majeur avec les Reds le 17 avril comme lanceur de relève face aux Phillies de Philadelphie. Il lance une manche mais est victime d'un coup de circuit de Freddy Galvis. C'est son seul match avec les Reds. En 2014, il ne joue qu'en ligues mineures.